# ParaNorman
ParaNorman (ang. ParaNorman) – amerykański animowany film dark fantasy łączący animację poklatkową i komputerową.

## Fabuła
Głównym bohaterem jest 11-letni mieszkaniec miasteczka Blithe Hollow w Massachusetts, Norman Babcock, posiadający dar widzenia duchów zmarłych i rozmawiania z nimi. Jeden z duchów uprzedza go o mającym nastąpić ataku zombie na miasteczko. Dodatkowym zagrożeniem jest duch czarownicy straconej przed trzystu laty za uprawianie czarów. Ponieważ prawie nikt mu nie wierzy, Norman przez swój dar jest niezrozumiany przez otoczenie, zarówno rówieśników, jak i dorosłych, i uważany za dziwaka lub szaleńca. Musi zmierzyć się zarówno z siłami paranormalnymi, jak i z kierującymi się uprzedzeniami i postępującymi irracjonalnie ludźmi.

## Obsada
- Kodi Smit-McPhee – Norman Babcock
- Jodelle Ferland – Agatha „Aggie” Prenderghast
- Tucker Albrizzi – Neil Downe
- Anna Kendrick – Courtney Babcock
- Christopher Mintz-Plasse – Alvin
- Casey Affleck – Mitch Downe
- Leslie Mann – Sandra Babcock
- Jeff Garlin – Perry Babcock
- Elaine Stritch – duch babci Normana
- Bernard Hill – sędzia Hopkins
- John Goodman – Prenderghast
- Tempestt Bledsoe – szeryf Hooper
- Alex Borstein – pani Henscher
- Hannah Noyes – Salma
- Bridget Hoffman – duch

### Wersja polska
- Franciszek Dziduch – Norman Babcock
- Magdalena Wasylik – Agatha „Aggie” Prenderghast
- Kacper Cybiński – Neil Downe
- Justyna Bojczuk – Courtney Babcock
- Mateusz Narloch – Alvin
- Michał Podsiadło – Mitch Downe
- Joanna Węgrzynowska – Sandra Babcock
- Grzegorz Pawlak – Perry Babcock
- Barbara Zielińska – duch babci Normana
- Miłogost Reczek – Sędzia Hopkins
- Tomasz Traczyński – Prenderghast
- Anna Sroka – szeryf Hooper
- Anna Apostolakis – Pani Henscher
- Olga Zaręba – Salma

## Odbiór krytyczny
Film spotkał się z pozytywną reakcją krytyków. W serwisie Rotten Tomatoes 88% ze 163 recenzji jest pozytywne a średnia ocen wystawionych na ich podstawie wyniosła 7,28 na 10.

## Nagrody
W 2013 film otrzymał dwie nagrody Annie – za najlepsze indywidualne osiągnięcia: animację postaci (Travis Knight), i za najlepsze indywidualne osiągnięcie: konstrukcję postaci w animowanym filmie kinowym (Heidi Smith). Był również nominowany do Oscara za najlepszy pełnometrażowy film animowany, do BAFTY za najlepszy film animowany i do Saturna za najlepszy film animowany.